# 雞卵面
雞卵面，一作雞蛋面，是位於台灣新竹市東區的一個地名。

## 簡介
地處仙宮里西北境的十八尖山南麓，從寶山路北望十八尖山，形狀如雞蛋而得名。此地古墓林立，二戰結束後，新竹市政府將共同墓地的雞卵面部分，劃為新竹市第一公墓。

## 外部連結
- 新竹地區有趣的地名之二 （页面存档备份，存于）